# RADIO FISH 2017-2018 TOUR "Phalanx"
『RADIO FISH 2017-2018 TOUR "Phalanx"』(レディオ・フィッシュ 2017-2018 ツアー ファランクス) は、日本のお笑いコンビ・オリエンタルラジオが率いる音楽グループ、RADIO FISHの1枚目のライブ・ビデオ。2018年6月6日によしもとミュージックエンタテインメントより発売。

## 概要
- 2017年12月25日から行われた全国ツアーより初日の東京公演の模様と、ボーナストラックとして全5都市のツアードキュメンタリー映像が収録されている。
- Blu-rayとDVDのそれぞれ初回盤と通常盤という全4形態でのリリース。Blu-ray・DVD共に初回盤には「進化論」以降に配信された8曲と、新曲「Stepping on the fire (feat. w-inds.)」を収録したCDアルバムが付属している[1]。またBlu-rayの初回盤には36ページのライブフォトブックレットと三方背BOXも付属している。
- 発売に先駆けて、2018年6月5日に「Stepping on the fire (feat. w-inds.)」のミュージック・ビデオがYouTubeで公開された[2]。

## 収録曲

### BD・DVD
00 -Opening-
1. INVISIBLE EMPEROR
2. ULTRA TIGER
3. 黄金時代
4. Make Ya Groove
5. 進化論
6. NKT34
7. あの日見た神様の名前を思い出していつかきっと泣いてしまう
8. NEW GOD (feat. May J.)
9. PERFECT HUMAN (m-flo☆Taku Calrissian Trap Remix)
10. PERFECT HUMAN
11. Life is a Game
12. 東京大革命 (feat. 焚巻)
13. GOLDEN TOWER (feat. 當山みれい, 焚巻)
14. Trip Drop Town
15. O.D.O:Re
16. 新時代
17. STAR

Encore
1. PARADISE
2. X'mas
3. 10YEARS

00 -Ending-
＜Bonus Track＞
1. Tour Documentary

### CD
1. 進化論
  - 作詞：RADIO FISH / 作曲・編曲：JUVENILE

ロッテ「ACUO」CMソング
2. NEW GOD (feat. May J.)
  - 作詞：中田敦彦 / 作曲・編曲：JUVENILE

2017年10月にLINE LIVEのトーク番組『さしめし』でNAKATAとMay J.が共演した縁から実現したコラボレーション楽曲[3]。
3. Make Ya Groove
  - 作詞：FISHBOY・中田敦彦 / 作曲・編曲：宮田リョウ

FISHBOYプロデュース楽曲。
4. Stepping on the fire (feat. w-inds.)
  - 作詞：Show-hey / 作曲：JUVENILE / 編曲：橘慶太

Show-heyがw-inds.のバックダンサーや数々の楽曲の振付を手掛けていることから実現したコラボレーション楽曲[1]。
ミュージック・ビデオが制作されており、構成・演出をShow-heyが手掛けている[2]。
5. Life is a Game
  - 作詞：SHiN / 作曲・編曲：TOKYO MARRY

SHiNプロデュース楽曲。
6. 新時代
  - 作詞：中田敦彦・藤森慎吾 / 作曲・編曲：新井瑞季

YouTuberをテーマに制作された楽曲。
7. Trip Drop Town
  - 作詞：Show-hey / 作曲・編曲：YASUHITO YAMADA

Show-heyプロデュース楽曲。
8. O.D.O:Re
  - 作詞：RIHITO・中田敦彦・藤森慎吾 / 作曲・編曲：小松一也

RIHITOプロデュース楽曲。タイトルの読み方はオドレ。
9. LAST NUMBER (feat. 中元日芽香 (乃木坂46))
  - 作詞：RADIO FISH / 作曲：Kanako!sm / 編曲：新井瑞季

オリエンタルラジオがMCを務めるNHKラジオの番組『らじらー! サンデー』で共演していた乃木坂46の中元日芽香が、グループからの卒業及び芸能界引退を発表したことを受け制作された楽曲[4]。